# Vaubexy
Vaubexy és un municipi francès, situat al departament dels Vosges i a la regió del Gran Est. L'any 2007 tenia 110 habitants.

## Demografia

### Població
El 2007 la població de fet de Vaubexy era de 110 persones. Hi havia 50 famílies, de les quals 16 eren unipersonals (4 homes vivint sols i 12 dones vivint soles), 15 parelles sense fills, 15 parelles amb fills i 4 famílies monoparentals amb fills.
La població ha evolucionat segons el següent gràfic:
Habitants censats

### Habitatges
El 2007 hi havia 61 habitatges, 48 eren l'habitatge principal de la família, 6 eren segones residències i 7 estaven desocupats. 58 eren cases i 4 eren apartaments. Dels 48 habitatges principals, 42 estaven ocupats pels seus propietaris, 6 estaven llogats i ocupats pels llogaters i 1 estava cedit a títol gratuït; 4 tenien dues cambres, 8 en tenien tres, 10 en tenien quatre i 27 en tenien cinc o més. 26 habitatges disposaven pel capbaix d'una plaça de pàrquing. A 21 habitatges hi havia un automòbil i a 20 n'hi havia dos o més.

### Piràmide de població
La piràmide de població per edats i sexe el 2009 era:
| Homes | Edats   | Dones |
| ----- | ------- | ----- |
| 0     | 95 o +  | 0     |
| 0     | 90 a 94 | 0     |
| 0     | 85 a 89 | 0     |
| 0     | 80 a 84 | 4     |
| 0     | 75 a 79 | 0     |
| 8     | 70 a 74 | 12    |
| 0     | 65 a 69 | 0     |
| 8     | 60 a 64 | 4     |
| 4     | 55 a 59 | 4     |
| 0     | 50 a 54 | 8     |
| 0     | 45 a 49 | 0     |
| 8     | 40 a 44 | 0     |
| 0     | 35 a 39 | 0     |
| 16    | 30 a 34 | 4     |
| 0     | 25 a 29 | 0     |
| 0     | 20 a 24 | 12    |
| 0     | 15 a 19 | 4     |
| 4     | 10 a 14 | 8     |
| 0     | 5 a 9   | 4     |
| 4     | 0 a 4   | 4     |

## Economia
El 2007 la població en edat de treballar era de 62 persones, 40 eren actives i 22 eren inactives. De les 40 persones actives 33 estaven ocupades (19 homes i 14 dones) i 7 estaven aturades (4 homes i 3 dones). De les 22 persones inactives 14 estaven jubilades, 2 estaven estudiant i 6 estaven classificades com a «altres inactius».
Activitats econòmiques
Els 3 establiments que hi havia el 2007 eren d'empreses de serveis.
L'any 2000 a Vaubexy hi havia 8 explotacions agrícoles que ocupaven un total de 324 hectàrees.

## Poblacions més properes
El següent diagrama mostra les poblacions més properes.